# Monastère des Grottes de Pskov

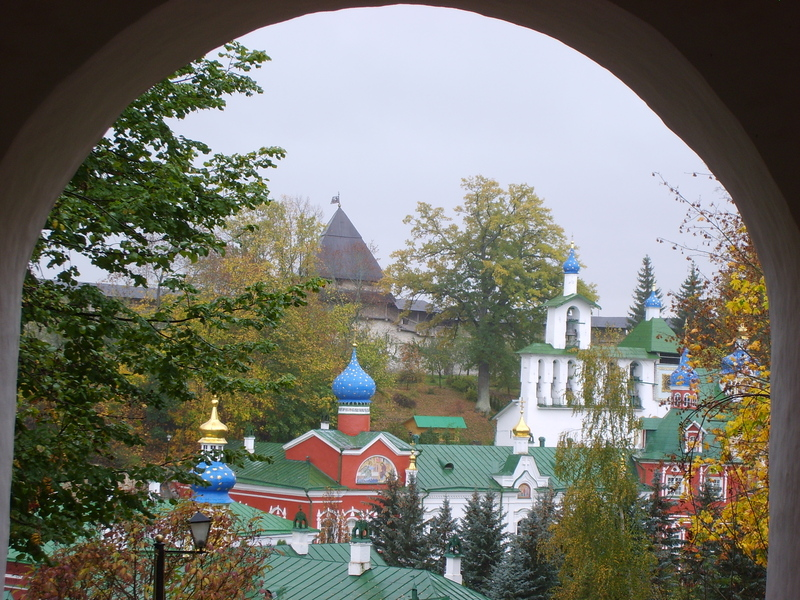
Vue sur le monastère des Grottes depuis les murs d'enceinte.

Le monastère des Grottes de Pskov ou monastère de la Dormition de Pskov-Petchory ou encore le monastère Pskovo-Petcherski (en russe : Пско́во-Печ́ерский Успе́нский монасты́рь, en estonien : Petseri klooster) est un monastère russe orthodoxe situé à Petchory, dans l'oblast de Pskov (Russie), à quelques kilomètres à peine de la frontière estonienne. Le monastère des Grottes de Pskov est un des rares monastères russes à n'avoir jamais dû fermer ses portes, y compris durant la Seconde Guerre mondiale et sous le régime soviétique.

## Histoire

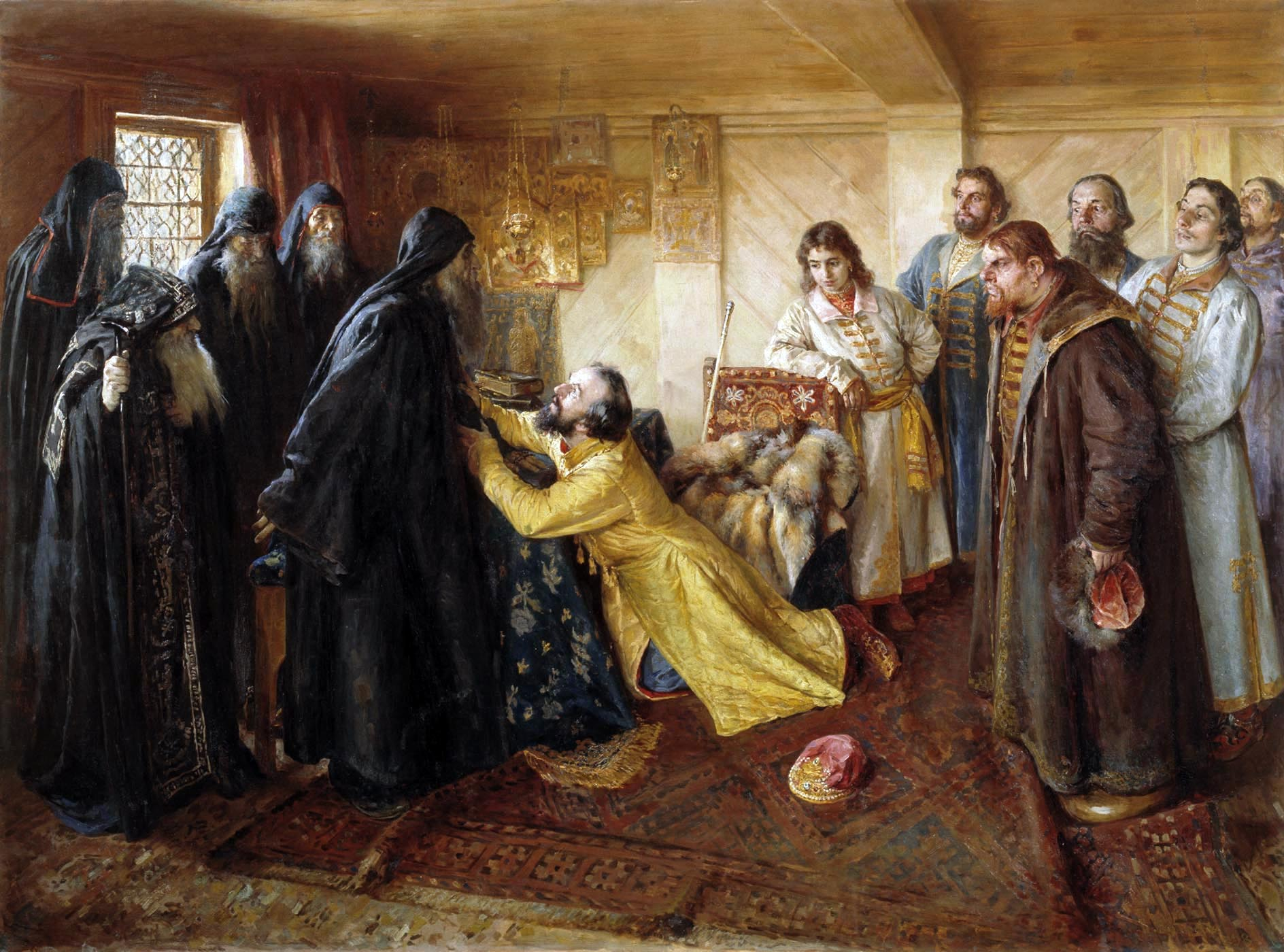
Le repentance d'Ivan le Terrible : ce dernier demande à l'higoumène (père supérieur) Cornelius du monastère des Grottes de Pskov de lui laisser prendre la tonsure à son monastère. Peinture de Klavdi Lebedev.

Le monastère est fondé au milieu du XVe siècle, quand les premiers ermites s'installent dans les grottes de la région. La première Église de la Dormition de la Théotokos (en russe : церковь Успения Богородицы) est construite en 1473 (sa façade moderne date du XVIIIe siècle).
Après sa destruction par les seigneurs livoniens, le monastère est reconstruit par un diak (en) venu de Pskov, Mikhaïl Mounekhine-Missiour, en 1519. Un possad est érigé à côté du monastère, qui deviendra plus tard une petite ville. Dans les années 1550-1560, le monastère et son possad sont entourés d'un mur d'enceinte pourvu de tours (qui finiront par être reconstruites en 1701).
Au XVIe siècle la forteresse d'Izborsk, qui servait d'avant-poste, perd de son importance du fait de son éloignement de la frontière avec la Livonie. Le monastère devient alors un nouvel avant-poste important pour la défense de la frontière occidentale de la Russie.
En 1581–1582, il résiste au siège que lui inflige l'armée d'Étienne Báthory. En 1611–1616, le monastère repousse l'offensive menée par l'armée polonaise de Jan Karol Chodkiewicz et de Aleksander Józef Lisowski, ainsi que l'armée suédoise du roi Gustave II Adolphe.
Après la grande guerre du Nord de 1700-1721, le monastère perd de son importance militaire. Entre 1920 et 1944, le monastère appartient à l'Estonie. Le monastère est un des dernières monastères en activité sous le régime soviétique : il a été préservé du fait que Petchory était en territoire estonien avant la Seconde Guerre mondiale. À l'époque soviétique, l'aristocrate Edward von Sievers, devenu moine, effectue un court séjour au monastère.
Depuis la chute de l'Union soviétique, le monastère est florissant. Actuellement, la communauté monastique dépasse les 90 membres. En 2013, le monastère fête son 540e anniversaire.
Tikhon Chevkounov devient en 1993 le chef du nouveau métochion de Moscou du monastère. Sa collection d'histoires sur les saints, publiée en  français sous le titre Père Rafaïl et autres saints de tous les jours sur les moines saints du monastère des Grottes de Pskov obtient la première place en termes de vente dans la Russie en 2012.